# Tie-dye

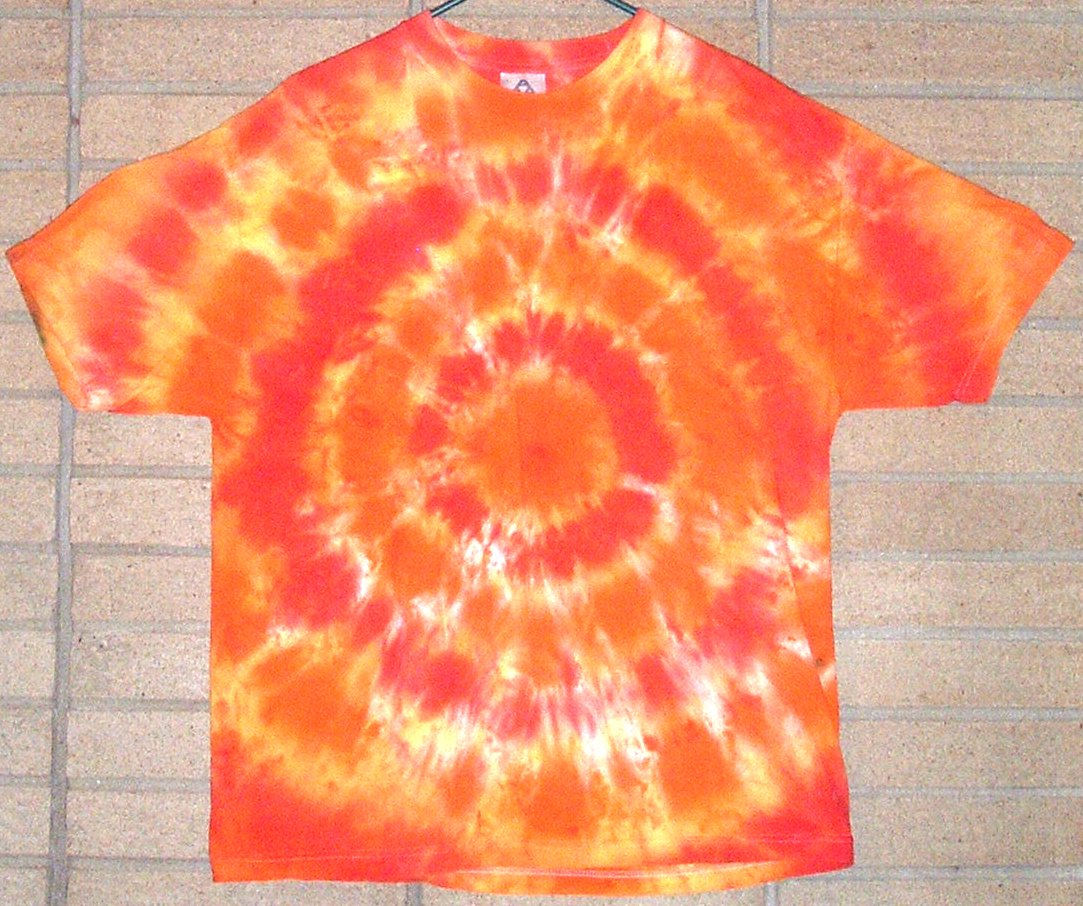
Camiseta teñida a través de la técnica tie-dye.

El tie-dye (que en español significa literalmente "atar-teñir"), es una técnica que tiene siglos de historia, pero con ese nombre se conoce desde 1920.  
Es un proceso en el que se anudan o atan los tejidos y posteriormente se tiñen. Este proceso se suele hacer con algodón, pero para que la tinta tome bien siempre debes usar Fibra natural. Puedes usar cualquier tejido que sea Natural. Como por ejemplo Algodón, lino, seda, cáñamo, cachemir, yute, etc.
Para realizarlo se pueden usar tintes o colorantes reactivos. Los tintes funcionan a temperatura ambiente cálida, para ello se mezclan los tintes con agua no muy caliente y fijadores industriales o cloruro de sodio para fijar el tinte.  

## Historia
Los primeros escritos provienen de China en el periodo de la Dinastía Tang (618-907) y en el Período Nara en Japón (710-794) y era conocido como shibori (絞り).
En Perú se utilizó en los tiempos precolombinos, y en Japón e Indonesia fue popular a partir del siglo VIII. La técnica también fue utilizada en África. 

### Llegada a Estados Unidos
En el siglo XX, en los años 1909 y 1941 ya se conocen las primeras referencias con el nombre tie-dye en Estados Unidos. En los años 1920 se hicieron conocidos los vestidos tie dye con degradados, y en la década de 1930, tras la gran depresión se repartieron folletos con información acerca de tie dye como forma barata de renovar la ropa.  Durante los años 1960, el tie-dye volvió como una moda gracias al movimiento hippie, artistas de la época como Janis Joplin o Jerry Garcia hicieron que fuese tan popular que cuando se habla de tie dye no podemos evitar que se nos vengan a la cabeza los años 60 del siglo XX ,  
Actualmente este tipo de prendas vuelven a estar de moda gracias a influenciadores y famosos que han empezado a apostar de nuevo por este estilo.

## Técnicas
Con tie-dye se pueden hacer una gran cantidad de patrones y diseños distintos. Las técnicas más conocidas son el degradado, la espiral, el corazón o los círculos. También se han puesto muy de moda unos pantalones de campana tie dye gracias a una Celebridad de internet.